# 33. Berlini Nemzetközi Filmfesztivál
A 33. Berlini Nemzetközi Filmfesztivál 1983. február 18. és március 1. között került megrendezésre, a nyitófilm Sydney Pollacktól az Aranyoskám volt.  Az Arany Medve díjat Edward Bennett filmje, az Ascendancy és Mario Camus filmje, A méhkas nyerte. A fesztivál retrospektív programját Exile. Six Actors from Germany címmel olyan német és osztrák színészeknek szentelték, mint Wolfgang Zilzer, Curt Bois, Dolly Haas, Francis Lederer, Elisabeth Bergner és Hertha Thiele, akik a náci rezsim felemelkedése miatt hagyták ott az országot a '30-as években.

## Zsűri
Az alábbi emberek voltak a fesztivál zsűrijének tagjai:
- Jeanne Moreau, francia színésznő - Zsűrielnök
- Alex Bänninger, svájci publicista és író
- Franco Brusati, olasz színműíró és filmkészítő
- Elem Germanovics Klimov, szovjet filmkészítő
- Ursula Ludwig, nyugat-német színésznő
- Kurt Maetzig, kelet-német filmkészítő
- Joseph L. Mankiewicz, amerikai filmkészítő és producer
- Franz Seitz, nyugat-német filmkészítő és producer
- Huang Zongjiang, kínai író

## A fesztivál programja

### Versenyben lévő filmek
Az alábbi filmek voltak versenyben az Arany Medve- és az Ezüst Medve-díjakért:
| Magyar cím            | Eredeti cím                     | Rendező                        | Ország                                        |
| --------------------- | ------------------------------- | ------------------------------ | --------------------------------------------- |
| Ascendancy            | Ascendancy                      | Edward Bennett                 | Egyesült Királyság                            |
| Egy tanév Hakkariban  | Hakkâri'de Bir Mevsim           | Erden Kıral                    | Törökország                                   |
| A szép fogolynő       | La Belle captive                | Alain Robbe-Grillet            | Franciaország                                 |
| Cap Canaille          | Cap Canaille                    | Juliet Berto, Jean-Henri Roger | France                                        |
| A méhkas              | La colmena                      | Mario Camus                    | Spanyolország                                 |
| Der er et yndigt land | Der er et yndigt land           | Morten Arnfred                 | Dánia                                         |
| Der Stille Ozean      | Der Stille Ozean                | Xaver Schwarzenberger          | Ausztria                                      |
| Dies rigorose Leben   | Dies rigorose Leben             | Vadim Glowna                   | Nyugat-Németország                            |
| Das Gespenst          | Das Gespenst                    | Herbert Achternbusch           | Nyugat-Németország                            |
| Pra Frente, Brasil    | Pra Frente, Brasil              | Roberto Farias                 | Brazília                                      |
| Hécate                | Hécate                          | Daniel Schmid                  | Svájc                                         |
| Himala                | Himala                          | Ishmael Bernal                 | Fülöp-szigetek                                |
| Neúplné zatmení       | Neúplné zatmení                 | Jaromil Jireš                  | Csehszlovákia                                 |
| A fehér városban      | Dans la ville blanche           | Alain Tanner                   | Svájc                                         |
| Szerelem, receptre    | Влюблён по собственному желанию | Sergey Mikaelyan               | Szovjetunió                                   |
| Ferestadeh            | فرستاده                         | Parviz Sayyad                  | Amerikai Egyesült Államok, Nyugat-Németország |
| Pauline a strandon    | Pauline à la plage              | Éric Rohmer                    | Franciaország                                 |
| Józan őrület          | Heller Wahn                     | Margarethe von Trotta          | Nyugat-Németország                            |
| Mo sheng de peng you  | 陌生的朋友                      | Lei Xu                         | Kína                                          |
| Bajnokcsapat          | That Championship Season        | Jason Miller                   | Amerikai Egyesült Államok                     |
| Utopia                | Utopia                          | Sohrab Shahid-Saless           | Nyugat-Németország                            |
| Tükrök utcája         | Via degli specchi               | Giovanna Gagliardo             | Olaszország                                   |
| Dögkeselyű            | Dögkeselyű                      | András Ferenc                  | Magyarország                                  |
| Yaju-deka             | 野獣刑事                        | Eiichi Kudo                    | Japán                                         |

### Versenyen kívül
- De vlaschaard - Jan Gruyaert (Belgium, Hollandia)
- Echtzeit - Hellmuth Costard, Jürgen Ebert (Nyugat-Németország)
- Das Gespenst - Herbert Achternbusch (Nyugat-Németország)
- In the King of Prussia - Emile de Antonio (Amerikai Egyesült Államok)
- Klassen Feind - Peter Stein (Nyugat-Németország)
- Koyaanisqatsi - Godfrey Reggio (Amerikai Egyesült Államok)
- Krieg und Frieden - Stefan Aust, Axel Engstfeld, Alexander Kluge, Volker Schlöndorff (Nyugat-Németország)
- Nap nélkül (Sans Soleil) - Chris Marker (Franciaország)
- Aranyoskám (Tootsie) - Sydney Pollack (Amerikai Egyesült Államok)

### Retrospektív
Az alábbi filmeket vetítették az "Exile. Six Actors from Germany" című retrospektív programban:
| Magyar cím                           | Eredeti cím                           | Rendező              | Ország                    |
| ------------------------------------ | ------------------------------------- | -------------------- | ------------------------- |
| Alraune                              | Alraune                               | Henrik Galeen        | Németország               |
| Az örök rejtély                      | Anna und Elisabeth                    | Frank Wisbar         | Németország               |
| A Private Life                       | A Private Life                        | Mikhail Bogin        | Amerikai Egyesült Államok |
| Ariane                               | Ariane                                | Paul Czinner         | Németország               |
| Boykott                              | Boykott                               | Robert Land          | Németország               |
| Broken Blossoms                      | Broken Blossoms                       | John Brahm           | Egyesült Királyság        |
| Zsákmány                             | Caught                                | Max Ophüls           | Amerikai Egyesült Államok |
| Confessions of a Nazi Spy            | Confessions of a Nazi Spy             | Anatole Litvak       | Amerikai Egyesült Államok |
| A csónak megtelt                     | Das Boot ist voll                     | Markus Imhoof        | Svájc                     |
| Az élet tavasza                      | Das Erwachen des Weibes               | Fred Sauer           | Németország               |
| Direktor úr barátnője                | Das häßliche Mädchen                  | Hermann Kosterlitz   | Németország               |
| Herceg Herczog                       | Der Fürst von Pappenheim              | Richard Eichberg     | Németország               |
| Egy leány, aki mindent tud           | Der Page vom Dalmasse-Hotel           | Victor Janson        | Németország               |
| Der Pfingstausflug                   | Der Pfingstausflug                    | Michael Günther      | Nyugat-Németország        |
| Az álmodó száj                       | Der träumende Mund                    | Paul Czinner         | Németország               |
| Pandora szelencéje                   | Die Büchse der Pandora                | Georg Wilhelm Pabst  | Németország               |
| Die unverbesserliche Barbara         | Die unverbesserliche Barbara          | Lothar Warneke       | Kelet-Németország         |
| Nina Petrowna szomorú szerelme       | Die wunderbare Lüge der Nina Petrowna | Hanns Schwarz        | Németország               |
| Dreaming Lips                        | Dreaming Lips                         | Paul Czinner         | Egyesült Királyság        |
| Ein Polterabend                      | Ein Polterabend                       | Curt Bois            | Kelet-Németország         |
| Rumbalovag                           | Ein steinreicher Mann                 | Steve Sekely         | Németország               |
| Dr. Göbbels magánélete               | Enemy of Women                        | Alfred Zeisler       | Amerikai Egyesült Államok |
| Elza kisasszony                      | Fräulein Else                         | Paul Czinner         | Németország               |
| Herr Puntila und sein Knecht Matti   | Herr Puntila und sein Knecht Matti    | Alberto Cavalcanti   | Ausztria                  |
| Hitler's Madman                      | Hitler's Madman                       | Douglas Sirk         | Amerikai Egyesült Államok |
| Hotel Berlin                         | Hotel Berlin                          | Peter Godfrey        | Amerikai Egyesült Államok |
| Meggyónom                            | I Confess                             | Alfred Hitchcock     | Amerikai Egyesült Államok |
| Insel im See                         | Insel im See                          | Wolfgang Münstermann | Kelet-Németország         |
| Koldusgrófnő                         | Kleines Mädel – großes Glück          | E. W. Emo            | Németország               |
| Kuhle Wampe oder Wem gehört die Welt | Kuhle Wampe oder Wem gehört die Welt  | Slatan Dudow         | Németország               |
| Kadétkisasszony                      | Liebeskommando                        | Bolváry Géza         | Németország               |
| Lányok az intézetben                 | Mädchen in Uniform                    | Leontine Sagan       | Németország               |
| Mutterliebe                          | Mutterliebe                           | (ismeretlen rendező) | Németország               |
| Nju (Asszony a lejtőn)               | Nju – Eine unverstandene Frau         | Paul Czinner         | Németország               |
| Razzia in Sankt Pauli                | Razzia in Sankt Pauli                 | Werner Hochbaum      | Németország               |
| Érettségi előtt                      | Reifende Jugend                       | Carl Froelich        | Németország               |
| Tökmag kisasszony                    | Scampolo, ein Kind der Straße         | Hans Steinhoff       | Németország, Ausztria     |
| Takový je život                      | Takový je život                       | Carl Junghans        | Csehszlovákia             |
| A szerelem tolvaja                   | Stolen Life                           | Paul Czinner         | Egyesült Királyság        |
| Egy szobalány naplója                | The Diary of a Chambermaid            | Jean Renoir          | Amerikai Egyesült Államok |
| Egy szobalány naplója                | The Diary of a Chambermaid            | Richard Oswald       | Amerikai Egyesült Államok |
| The Man I Married                    | The Man I Married                     | Irving Pichel        | Amerikai Egyesült Államok |
| The Pursuit of Happiness             | The Pursuit of Happiness              | Alexander Hall       | Amerikai Egyesült Államok |
| Voice in the Wind                    | Voice in the Wind                     | Arthur Ripley        | Amerikai Egyesült Államok |
| Zuflucht                             | Zuflucht                              | Carl Froelich        | Németország               |

## Győztesek
- Arany Medve:
  - Ascendancy (Edward Bennett)
  - A méhkas (Mario Camus)
- Zsűri Nagydíja: Egy tanév Hakkariban (Erden Kıral)
- Ezüst Medve díj a legjobb rendezőnek: Éric Rohmer (Pauline a strandon)
- Ezüst Medve díj a legjobb színésznőnek: Yevgeniya Glushenko (Szerelem, receptre)
- Ezüst Medve díj a legjobb színésznek: Bruce Dern (Bajnokcsapat)
- Ezüst Medve díj a kiemelkedő művészi teljesítményért: Xaver Schwarzenberger (Der stille Ozean)
- 'Tiszteletbeli említés:
  - Mo sheng de peng you (Lei Xu)
  - Der er et yndigt land (Morten Arnfred)
  - Dies rigorose Leben (Vadim Glowna)
- FIPRESCI-díj
  - Pauline a strandon (Éric Rohmer)
  - Egy tanév Hakkariban (Erden Kıral)

## Fordítás
- Ez a szócikk részben vagy egészben  a(z)   33rd Berlin International Film Festival című angol Wikipédia-szócikk fordításán alapul.  Az eredeti cikk szerkesztőit annak laptörténete sorolja fel. Ez a jelzés csupán a megfogalmazás eredetét és a szerzői jogokat jelzi, nem szolgál a cikkben szereplő információk forrásmegjelöléseként.